# Navigation

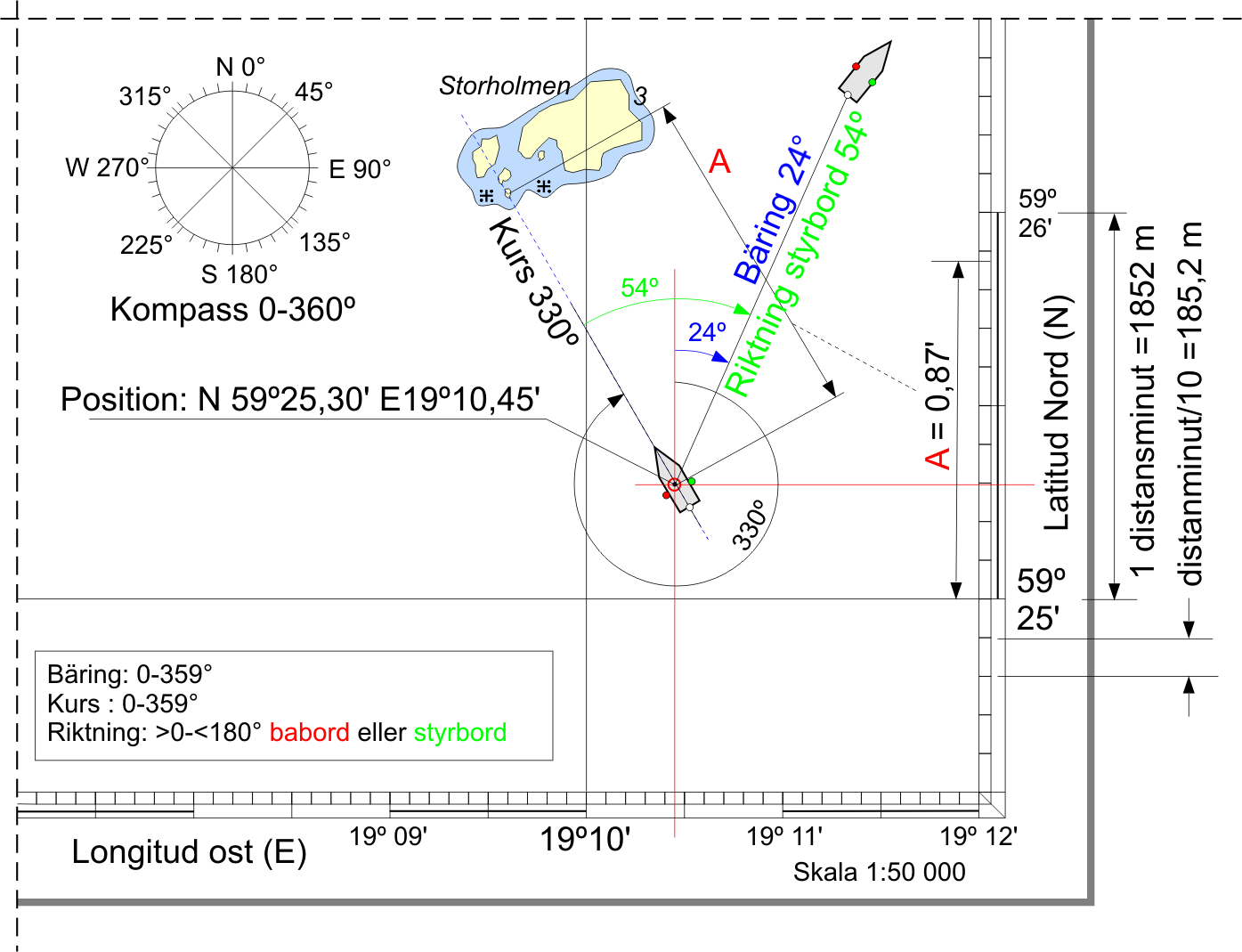
Definition av vinklar för navigering med hjälp av tryckta sjökort. Figuren visar en liten del av ett sjökort i skala 1:50 000. Y-axeln utvisar grader latitud från ekvatorn och X-axeln grader longitud från nollmeridianen genom Greenwich. Det uppmätta avståndet A = 0,87 distansminut från farkosten till den mindre ön. Vid en fart på 12 knop (12 distansminut/timme) når farkosten ön på cirka 4 minuter. (0,87/12 x 60 minuter.)

Navigation eller navigering – av latinets navis, ”skepp” – är konsten att navigera, det vill säga vid framförandet av en farkost kunna bestämma position, kurs och fart samt planera sin rutt.

## Positionsbestämning
Varje farkost har vid varje tidpunkt en given position på jordklotet, vanligen angiven med latitud och longitud. Att kunna bestämma sin position, d.v.s veta var man är, är centralt för varje sjöfarare. Beroende på förutsättningarna använder man olika mätinstrument och metoder för att fastställa sin position.

### Terrester navigering
Har man land i sikte kan man använda sig av landbaserad, terrester, navigation. Den grundar sig på att man observerar ett eller flera fasta föremål och därigenom bestämmer sin position genom att sammanställa de ortlinjer man får.
Se även Orientering. 

#### Ortlinjer
En ortlinje är ett geometriskt begrepp på en linje som förbinder punkter vilka uppfyller samma geometriska villkor. I detta sammanhang kan följande exempel nämnas: Om man pejlar en viss fyr i bäring 45° så kan man med en transportör (eller gradskiva) rita ut en ortlinje i sjökortet. Detta är en linje med vinkeln 45° mot varje meridian som läggs ut så att den går genom fyren som observeras. Farkosten som pejlingen har gjorts från befinner sig då någonstans på ortlinjen.
Se vidare: Krysspejling nedan.

#### Enslinjer
I naturen finns både naturliga och tillverkade enslinjer. En tillverkad enslinje på sjön består normalt av två sjömärken, det ena med en tavla som pekar med spetsen nedåt och det andra med en som pekar uppåt. När man befinner sig på enslinjen pekar sjömärkenas spetsar mot varandra på ett tydligt sätt. I sjökortet är sjömärkena markerade och man kan lätt dra ut enslinjen genom att dra ett rakt streck som förbinder de två sjömärkena.
Naturliga enslinjer är till exempel när en fyr ligger ens med en udde eller när två uddar ligger ens med varandra.
Enslinjer är ett bra och snabbt sätt att ta ut en ortlinje, eftersom man inte behöver pejla med kompass. För att de skall vara tillförlitliga måste man vara säker på att det är rätt enslinje man observerar, d.v.s. man måste veta på ett ungefär var man befinner sig innan man tar ut den.
En enslinje kan även användas som frimärke, det vill säga en linje som skiljer tryggt vatten från farligt.

#### Krysspejling
Vid krysspejling observerar man bäringen till två eller flera fasta föremål och ritar ut de respektive ortlinjerna i sjökortet. Har man tagit rätt bäringar och kompassen inte visar fel befinner man sig i skärningspunkten för ortlinjerna.
För att skärningspunkten skall bli noggrann bör vinkeln mellan ortlinjerna vara relativt stor, helst 45–120°. Genom att pejla tre föremål får man en bekräftelse på att mätningarna är korrekta. Om en av de första två pejlingarna är fel kommer det tredje objektets ortlinje inte att gå genom skärningspunkten för de första två, men om de första mätningarna är korrekta bekräftas detta av den tredje pejlingen.
Om en eller flera av pejlingarna är oriktig bildar ortlinjerna en feltriangel där de möts. Ju större feltriangeln blir, desto större osäkerhet är det i pejlingarna. Om man inte har möjlighet att göra om pejlingarna, kan man anta att positionen approximativt ligger i feltriangelns tyngdpunkt. Dock bör man navigationsmässigt utgå ifrån att man befinner dig i den minst fördelaktiga positionen (närmast grund etc.).

#### Triangulering
Genom allmänna kunskaper om trianglar och trigonometri kan man även bestämma sitt läge även om endast ett fast föremål är synligt. För praktiska ändamål kan särskilt följande två metoder nämnas:
- 45-graderspejling. Denna metod bygger på kunskapen om rätvinkliga trianglar. Genom att mäta upp den ena kateten och bestämma hypotenusavinkeln till 45° vet vi att båda kateterna är lika långa. Om vi låter den ena kateten vara den sträcka vi seglar kan den andra kateten utgöra avståndet till föremålet vi pejlar. Tekniken kallas även 2-strecks-pejling.

1. Pejla föremålet precis när det ligger i sidvinkel 45° (vinkel mellan fartygets långskeppslinje och föremålet) och läs av loggen (distans).
2. Fortsätt på rak kurs tills föremålet ligger i sidvinkel 90° och läs av loggen igen.
3. Räkna ut den seglade distansen mellan pejlingarna.

Man har nu uppgifter om en rätvinklig, likbent triangel och ena katetens längd=den seglade distansen.
Börja med att räkna om kompasskursen till rättvisande kurs. Sätt sedan till sidvinkeln 90° och lägg ut resultatet (ortlinjen till föremålet) i sjökortet.
Eftersom seglad distans är samma som avståndet till föremålet i andra pejlingen, mäter vi upp seglad distans från föremålet längs ortlinjen. Detta är positionen vid andra pejlingen. Rita vid behov ut kursen från denna position för vidare navigering.
- Dubbla vinkeln. Denna metod bygger på kunskapen om likbenta trianglar och kan sägas utgöra en variant på 45°-pejlingen.

1. Pejla föremålet precis när det ligger i riktningen 30° och läs av loggen (distans). Notera bäringen.
2. Segla tills föremålet ligger i riktningen 60° (dubbla vinkeln). Läs av loggen igen och notera bäringen.
3. Räkna ut den utseglade distansen.

Lägg ut den senast pejlade bäringen i sjökortet. Gör ortlinjen lika lång som den seglade distansen. Man har sin position – avståndet från fyren är lika långt som man har seglat från den första pejlingen.

### Astronomisk navigering
Att använda himlakroppar för att fastställa sin position kallas astronomisk navigation och är en konst som har nyttjats sedan feniciernas tid, ca 1200–400 f.Kr. Först på 1500-talet e.Kr. utkom dock den första nautisk-astronomiska tabellen. De många upptäckterna av vetenskapsmän som Tycho Brahe, Copernicus, Kepler, Galilei och Newton har utvecklat kunskapen om himlakropparna och därmed metoderna för astronomisk navigation, vilket har lett till ökad noggrannhet.
Astronomisk navigation bygger att man med hjälp av en sextant mäter höjden till olika himlakroppar och med hjälp av en rättvisande klocka får reda på timvinkeln. Genom slagning i tabellverk utifrån ett räknat läge kan man få reda på var de aktuella himlakropparna borde befinna sig om det räknade läget är korrekt. De avvikelser som observeras omräknas till ett observerat läge.

#### Navigation efter stjärnhimlen
Även utan tillgång till mätinstrument och referenstabeller finns flera möjligheter att använda natthimlen för navigation.
Modern forskning har visat att många andra arter inom djurriket behärskar navigation efter stjärnhimlen. Till exempel använder många flyttfåglar stjärnhimlen som referens på var de befinner sig och vart de ska fortsätta färden. Genom att observera den skenbara rotationen och identifiera dess rotationscentrum kan fåglarna därmed skaffa sig en absolut referens till väderstreck. Koltrastar och brevduvor har befunnits att utnyttja stjärnhimlen för att återfinna favoritplatser vid tillfälliga förflyttningar över längre distanser i nattmörker.
Däggdjur som till exempel knubbsäl har visats att utnyttja de för stunden lätt urskönjbara fixstjärnorna eller ljusstarkare planeter för att på så sätt kunna bibehålla en rak kurs över längre sträckor.
I insektsvärlden är dyngbaggar en art som befunnits utnyttja både Månen och större partier av stjärnhimlen samt förmågan att kompensera för stjärnhimlens skenbara rotation vid långa nattvandringar med stor precision. Den svenske professorn Marie Dacke är representerad på forskningsområdet.

### Radiopejling och radionavigering
Radionavigering eller radionavigation är navigation med hjälp av radiosignaler. 
Det första radionavigeringssystemet var ett system för att avgöra riktningar. Genom att ställa in mottagningsfrekvensen på en viss radiostation och använda en antenn med stark riktningsverkan kunde man avgöra i vilken riktning radiostationens sändare låg (radiopejling). Detta system, som till stor del ersatte astronomisk navigation, framförallt i kustnära vatten, kunde användas dygnet runt och även när det var molnigt. Genom att ta reda på riktningen till två stationer och pricka in dem på en karta kunde man räkna ut sin egen position som skärningspunkten mellan de motsatta riktningarna från radiostationernas positioner på kartan. 
Navigering med hjälp av radiovågor var vanlig innan satellitnavigatorer som GPS blev överkomliga i pris. Det byggdes under det tidiga 1900-talet upp kedjor av radiofyrar runt om i Europa, grupperade så att det i alla farvatten fanns flera pejlbara fyrar vars ortlinjer tillsammans kunde ge en tillförlitlig positionsbestämning. De var antingen rundstrålande (krävde en speciell pejlstation ombord) eller riktade (CONSOL-systemet, som kunde användas med hjälp av en vanlig radiomottagare). Också hyperbelnavigering med Decca eller motsvarande apparatur är radionavigering.

### Hyperbelnavigering
Hyperbelnavigering (se hyperbel), som det europeiska  Decca och det amerikanska LORAN, kan ses som en utveckling och automatisering av radionavigationen och dominerade navigationsarbetet under åtskilliga decennier. Systemen bygger på att mer eller mindre automatiskt tolka fas- eller tidsskillnader mellan signaler från grupperade radiofyrar (en huvudsändare och tre slavsändare). Fasskillnaderna omvandlades till hyperbelkurvor i specialsjökort och hade en jämfört med radiopejlingen hög noggrannhet.
GPS-systemet använder också tidsskillnader och därmed hyperbelkurvor, men termen används radionavigationssystemen.

### Tröghetsnavigering
Under 1900-talet utvecklades navigationsutrustning som gör det möjligt att helt utan signaler från omvärlden mäta relativa förändringar i läge och orientering. De första exemplen på denna typ av utrustning är gyrokompassen, som behövdes på snabba fartyg, och instrument som möjliggjorde flygning utan visuella referenser. För att underlätta och möjliggöra navigering av bombflygplan och kryssningsmissiler fortsatte utvecklingen med kompletta tröghetsnavigeringssystem som bygger på att man noggrant mäter acceleration och vinkelhastighet för skrovet hos en farkost och utifrån dessa beräknar farkostens lägesändringar och rotationer relativt lämpliga referenser. Tröghetsnavigering kräver inga yttre hjälpmedel eller information, varför det med fördel används av t.ex. ubåtar.

### Satellitnavigering
Satellitnavigering bygger på att mäta dopplerförändringar i den mottagna signaler från navigationssatelliter i väldefinierade omloppsbanor. Kontakt med tre satelliter ger en noggrann positionsbestämmelse i två plan, med en fjärde satellit kan även höjddata fås. Satellitnavigering har funnits sedan 1960-talet men de tidigare systemen är numera ersatta av GPS och motsvarande system (se mer under GPS-navigator nedan).

### Radarnavigering
Radarnavigering får anses vara en självständig navigationsmetod, genom möjligheten till ortbestämning med bäring och avstånd. 
Den roterande pulsradarns antenn roterar med 24 till 48 varv per minut och skickar ut pulser av energi. Antennen tar också emot ekot, vilket via en omformare visas som gula fläckar på radarskärmen. Fläckarna beskrivs inte, utan måste tolkas av radarnavigatören. Stenar ovanför vattenytan, kobbar, fåglar, eller små fartyg som roddbåtar och kanoter, kan ge identiska ekon till antennen, och också annars visas de mer eller mindre lika på skärmen. Ibland ger två föremål som är nära varandra ett gemensamt eko på skärmen. Sådant som inte ger eko (och därmed inte visas) är luft, dimma, lugn vattenyta, avlägsen havsyta och blanka isflak. Vidare finns en avståndsbegränsning för radareko, vilket bestäms av den så kallade radarhorisonten, vilken är något längre bort än den visuella horisonten. Med en antenn på fyra meters höjd ser ekon från föremål högst 4,4 distansminuter bort. Längre bort än så syns bara föremål som sticker upp tillräckligt högt över ytan.
På många platser finns svarande radarfyrar (Racon) som svarar när den träffas av en radarsignal från ett fartyg, vilket syns som ett morsetecken på skärmen. Det finns även kontinuerligt sändande radarfyrar (RAMARK) som automatiskt indikerar en bäring på fartygets radarskärm. Numera är radarn ofta kopplad till andra navigeringssystem; med AIS kan fartyg på radarbilden förses med information om fartyget, dess kurs och fart etcetera.
Navigering med radar är ett hantverk, som går ut på att rätt tolka ekon som visas på radarskärmen, det kan vara ekon från öar och stränder, andra fartyg, eller fåglar, vågor och till och med regn. För att anpassa radarnavigeringen till de tillfälliga vädervillkoren, behöver man alltså reducera bort sådana ekon som inte är en fördel för navigeringen med hjälp av funktionerna rainclutter och seaclutter, tills man uppnår en radarskärmsbild där man ser det mesta av det man vill se och så litet annat som möjligt.
Efter att man startat radarn nollställer man clutter-funktionerna. Nästa steg i konfigureringen är brilliance, som påverkar hur ljusstark skärmbilden är. Gain är en bildförstärkning som när den aktiverats, visar en bild på skärmen. Nära klippor och i sund väljs en låg gain, medan man väljer en högre gain på öppet hav. 
Man kan förminska och förstora skalan på bilden med funktionen range. Detta är en funktion som bör användas kontinuerligt under en färd, och ett vanligt fel vid skärgårdsnavigering sägs vara att man bibehåller samma skala under färden, och inte växlar vid behov.

### Navigering med GPS-mottagare
GPS-mottagare för navigering till sjöss har idag blivit det mest använda navigeringsverktyget, genom att den aktuella positionen och fartygets hastighet, som automatisk beräknas en gång per sekund, direkt kan föras över till ett elektronisk lagrat sjökort som visas på en skärm i valfri zoomskala. Positionen visas kontinuerligt med en markör på det elektroniska sjökortet, parallellt med visning av latitud- och longitudvärden, aktuell kurs, fart, tillryggalagd distans från en föregående angiven position med flera andra värdefulla uppgifter, som kan bidra till en både säkrare och mer vilsam navigering. Rätt använd och noggrant kalibrerad är den elektroniska navigeringsutrustningen i de flesta situationer överlägsen en manuell mekanisk navigeringsutrustning. På öppet vatten med liten risk att satellitsignalerna ska skymmas av något föremål, höga berg, hus, träd eller liknande, ger även de enklaste navigatorerna i de flesta fall en positionsnoggrannhet där fel i sjökortet dominerar över fel i positionsberäkningen. Vid användning av medelvärdesberäkningar, kan en noggrannhet ner mot cirka 3 m uppnås. Det som främst kan påverka noggrannheten är hur många GPS-satelliter som befinner sig ovanför horisonten vid det aktuella mättillfället. Rätt kompasskurs visas dock enbart när farkosten rör sig med en minsta fart på 2–3 knop. Ligger farkosten still ger enklare navigatorer ingen möjlighet att ta ut en viss kompassriktning, bäringen till ett föremål eller liknande; kursen i de flesta GPS-mottagare beräknas utifrån föregående position och nästföljande, även innefattande medelvärdesberäkningar av flera positioner. Ju längre rak sträcka som farkosten rör sig, desto säkrare visning av kursen. En magnetisk kompass eller gyrokompass tillhör därför standardutrustningen även vid användning av GPS som huvudinstrument.
Användningen av enbart GPS-mottagare för navigation har nackdelen att man aldrig kan vara helt säker på att den visade positionen är korrekt beroende på flera faktorer, som antalet avlästa GPS-satelliter, fel i programvara, fel i elektronik etcetera. Vid användning under färd tillkommer fel beroende av navigatorns uppdateringsfrekvens, vid den interna beräkningen som utförs en gång per sekund. Vid färd med höga hastigheter ger fördröjningen ett relativt stort fel som kan få allvarliga konsekvenser. Vid en fart av 40 knop tillryggalägger farkosten på en sekund en sträcka på cirka 20 meter. Den angivna positionen som visas är alltid en "gammal" uppgift, ju högre fart desto större fel. Vid farter under 10–12 knop är felvisningen försumbar.
En kontinuerlig uppsikt över vattenområdet framför farkosten i färdriktningen är alltid den grundläggande säkerhetsåtgärden för all sjöfart för att i tid kunna upptäcka landpartier, ej markerade grynnor, andra farkoster, djur och flytande tyngre föremål såsom gamla trästockar.
På öppet hav långt ifrån fastlandet är det tryckta sjökortet, en magnetisk kompass, en sextant med hög precision, en klocka och en mekanisk logg (distansmätare) en ovärderlig navigationsutrustning att ha till hands om den elektroniska navigeringsutrustningen skulle sluta fungera eller visa fel värden. Den manuella navigationsutrustningen ger i de flesta fall en fullt tillräcklig precision, men kräver å andra sidan mer arbete och kan vara problematisk vid svåra väderleksförhållande som stark blåst med stor avdrift, hög sjögång och dålig sikt vid regn och dimma, i synnerhet om navigationen sköts av den som styr fartyget. I dessa fall är navigering och positionsbestämning med GPS-mottagare som grundläggande navigationsverktyg överlägsen en manuell navigering som också fungerar i totalt mörker förutsatt att inget främmande föremål dyker upp framför fartyget.
Säker navigering i alla situationer bygger till stor del på mångårig sjövana där kunskapen att kunna "läsa av" vattnet och formen på uppstickande öar utgör en mycket viktig del.

### Navigering med enbart sjökort och kompass[2]

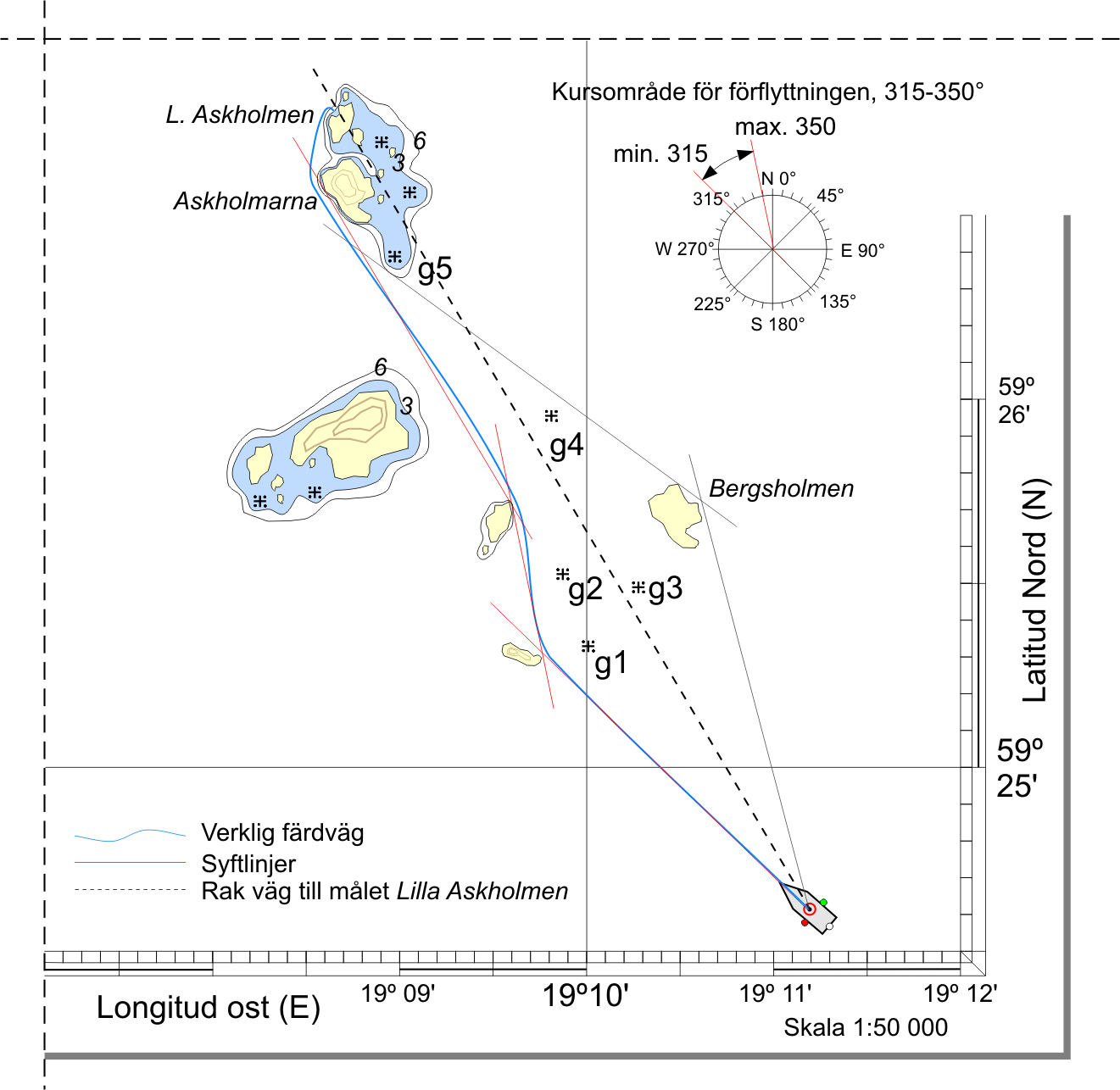
Ruttplanering till viken på norra sidan av Lilla Askholmen för att undvika grund g1-g5. Färdväg ost om Bergsholmen är mer osäker genom både grundet g4 och g5 som kan vara svåra att lokalisera visuellt beroende på djup under vattenytan, aktuellt vattenstånd, vindriktning, våghöjd och ljus.

För navigering på kända vatten där man oftast förflyttar sig utefter tidigare använda markerade eller egna farleder är det normalt fullt tillräckligt att ha kontroll över vilka öar, grynnor etc. man passerar och följa med i sjökortet så att den aktuella positionen alltid är känd. På okända vatten utanför farlederna läggs företrädesvis rutten upp med sikte på närmaste ögrupp, holmar etc. som ska passeras i de fall detta inte innebär en större omväg. En grovavläsning av kompasskursen med jämna mellanrum säkerställer att kursen ligger inom rimliga värden för förflyttning i riktning mot målet. Med planande motorbåtar är det viktigt att inte passera områden där vattendjupet är mindre än båtens maximala djupgående som normalt uppträder när båten ligger still, eftersom ett motorstopp kan uppstå när som helst. Med fartyg måste man ha tillräcklig marginal med tanke på rullning och det sug som farten åstadkommer om bottnen är nära. Också vattenståndet varierar.
Navigering med segelfarkost är betydligt mer komplicerat än med motorbåt eftersom hänsyn måste tas till möjlig kurs med tanke på vindriktningen, till båtens avdrift, eventuella vattenströmmar och oftast till ett betydligt större djupgående för en segelbåt vid jämförbara båtstorlekar. Å andra sidan har segelbåtsskeppare i allmänhet en större vana att bedöma båtens läge, då det sällan går att kryssa längs själva farleden.

### Långfärdssegling och navigering med sjökort och kompass
Navigation med kompass medför vissa felkällor som vi måste ta i beaktande om vi ska navigera en längre sträcka. Felkällorna vi har är jordens geografiska nord (kallas för Rättvisande nord, RN) sammanfaller inte på samma plats som jordens Magnetiska nord (kallas för Magnetiska nord, MN), skillnaden där mellan kallas för missvisning och förkortas med lilla bokstaven m. Sedan skapar båten ett magnetfält, exempelvis motorn och all elektrisk utrustning vi har ombord och detta kallar vi för deviation och förkortas med lilla bokstaven d och med deviationen inräknad pekar vår kompass mot kompassnord, KN.
Exempel: vi tar ut kursen 90° (kallas för rättvisande kurs, K) i sjökortet och missvisningen som vi nu påstår är m=6°E och deviationen har vi mätt upp ligger på d=+5°. Vi börjar med att reda ut var har vi rättvisande nord, magnetisk nord och slutligen kompassnord. På nedan bild ser ni att jag har ritat ut rättvisande nord som är vår geografiska nord. Missvisningen som vi har fått fram ur sjökortet ligger på 6°E åt öster (E står för engelskan east), alltså ligger magnetisk nord 6°E åt öster i förhållande till rättvisande nord. Vår rättvisande kurs som vi tog ut i sjökortet var K=90° och när vi tagit hänsyn till missvisningen får vi en magnetisk kurs, Km=84°. Deviationen har vi konstaterat är d=+5° och plus betyder att kompassnord ligger 5° ytterligare åt öster i förhållande till magnetisk nord. Vi har kommit fram till att magnetiska kursen var Km=84° och nu har vi deviationen d=+5° att ta hänsyn till. Nu har kompassnord dragit sig ytterligare 5° åt öster i förhållande till magnetiska nord vilket betyder att vi får en kompasskurs på Kk=79°.
Vi ställer upp det på detta sätt och alltid i samma ordning.
K=90°
m=6°E
Km=84°
d=+5°
Kk=79°
Kompasskursen är det vi ser på kompassen och rättvisande kurs mäter vi i sjökortet.

### Död räkning
Då land inte är i sikte och man inte heller kan använda automatiska navigationssystem (Decca, GPS e.d.) är man tvungen att beräkna sitt läge utgående från tidigare position och senare kurs och fart, med beaktande av avdrift, ström och andra felfaktorer. Tekniken kallas bestickföring, bestickräkning eller död räkning.

## Sjökort
Sjökort är kartor som visar latitud och longitud, vatten- och landmassor, öar, grund, sjömärken, fyrar, djupangivelser och annat som är relevant för den som navigerar. Sjökortet är centralt för ruttplanering, för visuell navigation och för bestickföring.
Sjökorten är graderade i grader, minuter och 1/10-dels minuter på både X- och Y-axeln med tydliga tryckta markeringar av distansminutens längd, inkluderat en delskala motsvarande 1/10-dels minut för varje utvisad distansminut. Vid uppmätning av avståndet i valfri riktning mellan två positioner på sjökortspappret utgår man alltid från den angivna längden av en distansminut som är tryckt på Y-axeln mitt i det område där avståndet ska mätas upp. Genom att längden på en distansminut varierar utefter Y-axeln beroende på kartprojektionen (normalt Gauss projektion i Svenska farvatten), blir det ett litet fel i uppmätningen som dock i praktiken normalt inte har någon betydelse. Positionen, det vill säga skärningspunkten mellan värdet i Y- och X-led angiven som Latitud (grader, minuter och tiondels minut) i Y-led och Longitud (grader, minuter och tiondels minut) i X-led, ger en för praktiskt bruk helt korrekt position med hög noggrannhet som direkt kan användas i en GPS-navigator. Förutsättningen för en manuell positionsbestämning med hög noggrannhet, är att man befinner sig invid en känd position på något landparti, exempelvis en spetsig udde, en liten holme, direkt över en synbar grynna eller dylikt, som är utritad på sjökortet. Felet vid en manuell positionsbestämning beror mer på hur noggrant skalorna på Y- och X-led avläses och kortets grundläggande noggrannhet, men är i de flesta fall minst lika noggrann som med en ordinär GPS-navigator som är starkt beroende av hur många icke skymda satelliter som befinner sig ovanför horisonten vid det aktuella tillfället. På öppet hav långt ifrån något landparti måste man tillgripa andra metoder om inte positionen kan bestämmas med en GPS-navigator, radiopejling eller dylikt.

## Navigationsinstrument
Se Navigationsinstrument
- Styrkompass
- Sjökort, stickpassare, transportörer (gradskivor)
- Pejlkompass, pejlskiva
- Logg, klocka
- Lod (ekolod)
- Radiomottagare för radiopejling
- Sextant, kronometer
- Radar
- Sonar
- Satellitnavigator (GPS, GLONASS, Galileo)
- Pinnkompass

## Navigationsprogram
Program för PC som kan använda indata från till exempel GPS och presentera läge och kurs på elektroniska sjökort. Navigationsprogram finns för landbaserad navigation, flyg- och sjötrafik.